# Jüdischer Friedhof (Herzogenaurach)
Der Jüdische Friedhof in der Stadt Herzogenaurach (Landkreis Erlangen-Höchstadt, Bayern) ist ein sogenannter „abgegangener“ Friedhof. Seine damalige Lage ist unbekannt.
In Herzogenaurach lebten im 15. Jahrhundert einige jüdische Personen. Ob es damals oder auch in späterer Zeit zur Gründung einer jüdischen Gemeinde kam, ist nicht bekannt. Ein jüdischer Friedhof war in oder bei der Stadt vorhanden.